# Mark Zborowski
Mark Zborowski, russisch Марк Зборовский (* 27. Januar 1908 in Uman; † 30. April 1990 in San Francisco) war ein ukrainisch-amerikanischer Anthropologe und NKWD-Agent.

## Leben
Zborowski wurde 1908 in eine jüdische Familie in der Ukraine geboren. Nach seiner eigenen Aussage flüchteten seine Eltern 1921 vor den Folgen der russischen Oktoberrevolution nach Polen. Als Student trat Zborowski gegen den Willen seiner Eltern in die Kommunistische Partei Polens ein. Wegen seiner politischen Aktivität wurde er verhaftet, worauf er nach Berlin floh, wo er jedoch keine Arbeit fand. Er zog darauf nach Frankreich, studierte an der Universität Grenoble Anthropologie und ließ sich in Paris nieder.
In Paris arbeitete Zborowski ab 1933 unter dem Namen Etienne als sowjetischer Spion in den Reihen der trotzkistischen Bewegung in Frankreich. Seine Berichte wurden von Stalin persönlich gelesen. Er gilt als Beteiligter an der Ermordung von Erwin Wolf und Ignaz Reiss 1937, sowie Leo Sedow und Rudolf Klement 1938.
Nach Sedows Tod wurde Zborowski Herausgeber und Redakteur des „Bulletins der Opposition“. Im September 1938 machte er Ramón Mercader mit der Trotzkistin Sylvia Ageloff bekannt, was diesem 1940 Zugang zu Leo Trotzki verschaffte und das tödliche Attentat auf ihn ermöglichte.
Zborowski erhielt an der Sorbonne ein Diplom als Fachmann für Ethnologie und betrieb erfolgreich anthropologische Forschung. 1941 emigrierte er in die USA, wo er seine Agententätigkeit gegen die Vierte Internationale fortsetzte. In den 1950ern wurde er enttarnt und musste vor einem Senatsausschuss für Innere Sicherheit aussagen. 1962 wurde er wegen Meineids verurteilt und saß zwei Jahre in Haft.
Nach seiner Entlassung nahm er seine akademische Karriere wieder auf und gab 1969 die Studie People in Pain heraus, worin Reaktionen auf Schmerzempfindungen in verschiedenen Kulturen verglichen werden. Er zog nach San Francisco, wo er die Stelle eines Direktors des Schmerzzentrums am Mount Zion Hospital erhielt.
Zborowski starb 1990 wohlhabend in den USA.

## Publikationen
- (mit Elizabeth Herzog) Life is with People. 1952
  - dt. Das Schtetl. Die untergegangene Welt der osteuropäischen Juden. München, C. H. Beck, 1991
- People in Pain. 1969